# Wieczne derby (Serbia)
Wieczne derby (serb. Вечити дерби), również Derby Belgradu (serb. Београдски дерби) – derby sportowe pomiędzy Crveną zvezdą Belgrad a Partizanem Belgrad - dwoma najbardziej utytułowanymi i najpopularniejszymi klubami wśród Serbów. Rywalizacja trwa od późnych lat 40. XX wieku i zastąpiła przedwojenne derby pomiędzy BSK Belgrad a SK Jugoslavija.

## Zestawienie
| Zestawienie sekcji piłki nożnej | Zestawienie sekcji piłki nożnej                         | Zestawienie sekcji piłki nożnej |
| ------------------------------- | ------------------------------------------------------- | ------------------------------- |
| FK Crvena zvezda                |                                                         | FK Partizan                     |
| 4 marca 1945                    | data założenia                                          | 4 października 1945             |
| 27                              | mistrzostwa krajowe                                     | 27                              |
| 24                              | wicemistrzostwa krajowe                                 | 17                              |
| 24                              | puchary krajowe                                         | 14                              |
| zwycięstwo (1990/1991)          | najdalszy osiągnięty etap w Pucharze Europy             | finał (1965/1966)               |
| półfinał (1974/1975)            | najdalszy osiągnięty etap w Pucharze Zdobywców Pucharów | ćwierćfinał (1989/1990)         |
| Stadion Rajka Miticia           | stadion                                                 | Stadion Partizana               |

## Piłka nożna
Brytyjski Daily Mail umieścił serbskie wieczne derby na czwartym miejscu wśród największych rywalizacji w piłce nożnej na świecie.

### Statystyka
| Rozgrywki | M   | CZ  | R  | PAR | CZ+ | PAR+ |
| --------- | --- | --- | -- | --- | --- | ---- |
| Liga      | 163 | 64  | 52 | 47  | 228 | 197  |
| Puchar    | 38  | 20  | 4  | 14  | 57  | 49   |
| Pozostałe | 55  | 25  | 9  | 21  | 103 | 90   |
| Łącznie   | 256 | 109 | 65 | 82  | 388 | 336  |

Stan na 18 października 2020

### Pozycje w klasyfikacji medalowej mistrzostw krajowych oraz pucharu krajowego
W poniższym zestawieniu mistrzostwa zdobyte w rozgrywkach jugosłowiańskich zostały wliczone do klasyfikacji serbskiej.
|                   | 47    | 48    | 49     | 50     | 51    | 52     | 53    | 54     | 55 | 56     | 57    | 58     | 59     | 60    | 61     | 62    | 63    | 64    | 65    | 66 | 67   | 68     | 69    | 70     | 71    | 72     | 73    | 74   | 75   | 76    | 77    | 78     | 79   | 80    | 81    | 82     | 83    | 84     | 85    | 86     | 87    | 88     | 89     | 90    | 91    | 92     |        | 93     | 94     | 95     | 96     | 97     | 98    | 99     | 00     | 01     | 02     | 03     | 04     | 05     | 06     | 07     | 08    | 09     | 10     | 11     | 12     | 13     | 14     | 15     | 16     | 17 |
| ----------------- | ----- | ----- | ------ | ------ | ----- | ------ | ----- | ------ | -- | ------ | ----- | ------ | ------ | ----- | ------ | ----- | ----- | ----- | ----- | -- | ---- | ------ | ----- | ------ | ----- | ------ | ----- | ---- | ---- | ----- | ----- | ------ | ---- | ----- | ----- | ------ | ----- | ------ | ----- | ------ | ----- | ------ | ------ | ----- | ----- | ------ | ------ | ------ | ------ | ------ | ------ | ------ | ----- | ------ | ------ | ------ | ------ | ------ | ------ | ------ | ------ | ------ | ----- | ------ | ------ | ------ | ------ | ------ | ------ | ------ | ------ | -- |
| Crvena zvezda     | 11    | 10    | 9      | 9      | 7     | 7      | 5     | 5      | 5  | 4      | 4     | 4      | 3      | 1     | 1      | 1     | 1     | 1     | 1     | 1  | 1    | 1      | 1     | 1      | 1     | 1      | 1     | 1    | 1    | 1     | 1     | 1      | 1    | 1     | 1     | 1      | 1     | 1      | 1     | 1      | 1     | 1      | 1      | 1     | 1     | 1      | 1      | 1      | 1      | 1      | 1      | 1      | 1     | 1      | 1      | 1      | 1      | 1      | 1      | 1      | 1      | 1      | 1     | 1      | 1      | 1      | 1      | 1      | 1      | 1      | 1      |    |
| Medale mistrzostw | brąz  |       | srebro | srebro | złoto | srebro | złoto | brąz   |    | złoto  | złoto |        | złoto  | złoto | srebro |       |       | złoto | brąz  |    |      | złoto  | złoto | złoto  |       | srebro | złoto | brąz | brąz |       | złoto | srebro | brąz | złoto | złoto | srebro |       | złoto  |       | srebro | brąz  | złoto  | srebro | złoto | złoto | złoto  | srebro | srebro | złoto  | srebro | srebro | srebro | brąz  | złoto  | złoto  | srebro | srebro | złoto  | srebro | złoto  | złoto  | srebro | brąz  | srebro | srebro | srebro | srebro | złoto  | srebro | złoto  | srebro |    |
| Medale mistrzostw | złoto | brąz  | złoto  | brąz   |       |        | brąz  | srebro |    | srebro |       | srebro | srebro | brąz  | złoto  | złoto | złoto |       | złoto |    | brąz | srebro | brąz  | srebro |       |        |       |      |      | złoto |       | złoto  |      |       |       |        | złoto | srebro | brąz  | złoto  | złoto | srebro |        |       | brąz  | srebro | złoto  | złoto  | srebro | złoto  | złoto  | brąz   | złoto | srebro | srebro | złoto  | złoto  | srebro | złoto  | srebro | srebro | złoto  | złoto | złoto  | złoto  | złoto  | złoto  | srebro | złoto  | srebro | złoto  |    |
| Partizan          | 7     | 7     | 6      | 6      | 6     | 6      | 7     | 7      | 7  | 6      | 6     | 7      | 6      | 6     | 5      | 5     | 4     | 4     | 2     | 2  | 2    | 2      | 2     | 2      | 3     | 3      | 3     | 3    | 3    | 3     | 3     | 3      | 3    | 3     | 3     | 3      | 3     | 3      | 3     | 2      | 2     | 2      | 2      | 2     | 2     | 2      | 2      | 2      | 2      | 2      | 2      | 2      | 2     | 2      | 2      | 2      | 2      | 2      | 2      | 2      | 2      | 2      | 2     | 2      | 2      | 2      | 2      | 2      | 2      | 2      | 2      |    |
|                   |       |       |        |        |       |        |       |        |    |        |       |        |        |       |        |       |       |       |       |    |      |        |       |        |       |        |       |      |      |       |       |        |      |       |       |        |       |        |       |        |       |        |        |       |       |        |        |        |        |        |        |        |       |        |        |        |        |        |        |        |        |        |       |        |        |        |        |        |        |        |        |    |
| Crvena zvezda     | –     | 1     | 1      | 1      | 1     | 1      | 1     | 1      | 1  | 1      | 2     | 1      | 1      | 1     | 1      | 1     | 1     | 1     | 1     | 1  | 1    | 1      | 1     | 1      | 1     | 1      | 1     | 1    | 1    | 1     | 1     | 1      | 1    | 1     | 1     | 1      | 1     | 1      | 1     | 1      | 1     | 1      | 1      | 1     | 1     | 1      | 1      | 1      | 1      | 1      | 1      | 1      | 1     | 1      | 1      | 1      | 1      | 1      | 1      | 1      | 1      | 1      | 1     | 1      | 1      | 1      | 1      | 1      | 1      | 1      | 1      |    |
| Puchar            | złoto | złoto | złoto  | złoto  |       | złoto  |       | złoto  |    | –      | złoto | złoto  | złoto  |       |        |       |       | złoto |       |    |      | złoto  |       | złoto  | złoto |        |       |      | –    |       |       |        |      |       |       | złoto  |       |        | złoto |        |       |        | złoto  | złoto |       | złoto  | złoto  | złoto  | złoto  | złoto  | złoto  | złoto  | złoto | złoto  | złoto  | złoto  |        | złoto  |        | złoto  | złoto  | złoto  | złoto | złoto  | złoto  | złoto  |        |        |        | złoto  | złoto  |    |
| Partizan          | 1     | 2     | 2      | 2      | 3     | 2      | 2     | 2      | 2  | 2      | 1     | 2      | 2      | 2     | 2      | 2     | 2     | 2     | 2     | 3  | 3    | 3      | 3     | 3      | 3     | 3      | 3     | 4    | 4    | 4     | 4     | 4      | 4    | 4     | 4     | 4      | 4     | 4      | 4     | 4      | 4     | 4      | 4      | 4     | 4     | 4      | 2      | 2      | 2      | 2      | 2      | 2      | 2     | 2      | 2      | 2      | 2      | 2      | 2      | 2      | 2      | 2      | 2     | 2      | 2      | 2      | 2      | 2      | 2      | 2      | 2      |    |

## Koszykówka

### Statystyka
| Rozgrywki       | M   | CZ  | R | PAR |
| --------------- | --- | --- | - | --- |
| Liga            | 141 | 63  | 5 | 73  |
| Plej-of         | 72  | 29  | 0 | 43  |
| Puchar          | 19  | 10  | 0 | 9   |
| Liga Adriatycka | 42  | 21  | 0 | 21  |
| Łącznie         | 274 | 123 | 5 | 146 |

Stan na 17 lutego 2020